# Parga albovittata
Parga albovittata är en insektsart som beskrevs av Sjöstedt 1931. Parga albovittata ingår i släktet Parga och familjen gräshoppor. Inga underarter finns listade i Catalogue of Life.